# Амандык
Амандык (каз. Амандық) — село в Тайыншинском районе Северо-Казахстанской области Казахстана. Административный центр Амандыкского сельского округа. Код КАТО — 596036100.

## География
Расположено около озера Сексембайсор.

## Население
В 1999 году население села составляло 797 человек (399 мужчин и 398 женщин). По данным переписи 2009 года, в селе проживало 533 человека (275 мужчин и 258 женщин).